# Objective-C
Objective-C je objektno-orijentisani programski jezik koji predstavlja spoj Smalltalk-a i C-a. Glavni je programski jezik korišćen od strane Apple kompanije za OS X i iOS operativne sisteme i njihove aplikativno-programske interfejse, Cocoa i Cocoa Touch.
Korišćen je i na NeXT platformama (NeXTSTEP OS) čiji su derivati OS X i iOS. Generički Objective-C koji ne sadrži Cocoa i Cocoa Touch biblioteke ili biblioteke koje mogu biti prenešene i reimplementirane za korišćenje na drugim operativnim sistemima takođe može biti kompajliran i u GCC i Clang.

## Sintaksa
Objective-C je vrlo kratak sloj na vrhu C-a. To znači da se korišćenjem Objective-C kompajlera mogu kompajlirati i C datoteke , a u klasama se potpuno slobodno može koristiti C kod.
Objektna sintaksa je derivat iz Smalltalk-a.

## Ispis teksta
```
// Primer programa za ispis teksta (izvršavanje u konzoli)

 

#import <Foundation/Foundation.h> 
// učitavanje osnovne biblioteke

 

int
 
main
 
(
int
 
argc
,
 
const
 
char
 
*
 
argv
[])
 
// glavna funkcija main i zadavanje parametara konzoli

{

        
NSAutoreleasePool
 
*
pool
 
=
 
[[
NSAutoreleasePool
 
alloc
]
 
init
];

        
NSLog
 
(
@"Zdravo, svete!"
);

        
[
pool
 
drain
];

        
return
 
0
;

}

```

## Srodni jezici
- C
- Smalltalk
- C++
- D
- C#
- Go

## Literatura
- Cox, Brad J. (1991). Object Oriented Programming: An Evolutionary Approach. Addison Wesley. ISBN 978-0-201-54834-1.

## Spoljašnje veze
- [http://developer.apple.com/library/mac/#documentation/Cocoa/Conceptual/ProgrammingWithObjectiveC/
- [https://developer.apple.com/library/mac/#documentation/Cocoa/Conceptual/ObjectiveC/Introduction/introObjectiveC.html